# Саройський сільський округ
Саро́йський сільський округ (каз. Сарыой ауылдық округі, рос. Саройский сельский округ) — адміністративна одиниця у складі Сиримського району Західноказахстанської області Казахстану. Адміністративний центр — село Шагирлой.
Населення — 786 осіб (2021; 1086 у 2009, 1831 у 1999, 2306 у 1989).
Станом на 1989 рік існувала Саройська сільська рада (села Жанаконис, Кизилтан, Комінтерн, Чапаєво). Села Жанаконис та Кизилтан ліквідовано 2024 року.

## Склад
До складу округу входять такі населені пункти:
| Населений пункт | Старі назви         | Населення, осіб (1989) | Населення, осіб (1999) | Населення, осіб (2009) | Населення, осіб (2021) |
| --------------- | ------------------- | ---------------------- | ---------------------- | ---------------------- | ---------------------- |
| Жанаконис, село | Джанаконс           | 281                    | 254                    | 84                     | 33                     |
| Кизилтан, село  | -                   | 207                    | 56                     | 26                     | 18                     |
| Коздікара, село | Чапаєво, Козді-Кара | 514                    | 513                    | 333                    | 205                    |
| Шагирлой, село  | Комінтерн           | 1304                   | 1008                   | 643                    | 530                    |